# Fritz Pott
Fritz Pott (23. dubna 1939, Kolín nad Rýnem – 11. ledna 2015, Kolín nad Rýnem) byl německý fotbalista, obránce. Po skončení aktivní kariéry působil jako trenér.

## Fotbalová kariéra
Hrál za 1. FC Köln, se kterým získal v roce 1964 mistrovský titul a v roce 1968 německý fotbalový pohár. V bundeslize nastoupil ve 151 utkáních a dal 7 gólů. V Poháru mistrů evropských zemí nastoupil v 5 utkáních, v Poháru vítězů pohárů nastoupil ve 4 utkáních a ve Veletržním poháru nastoupil ve 18 utkáních a dal 1 gól. Za západoněmeckou reprezentaci nastoupil v letech 1962–1964 ve 3 utkáních. 

## Ligová bilance
| Ročník                                 | Zápasy | Góly | Klub       |
| -------------------------------------- | ------ | ---- | ---------- |
| Fußball-Oberliga West 1959/1960        | 1      | 0    | 1. FC Köln |
| Fußball-Oberliga West 1960/1961        | 13     | 0    | 1. FC Köln |
| Fußball-Oberliga West 1961/1962        | 30     | 2    | 1. FC Köln |
| Fußball-Oberliga West 1962/1963        | 24     | 1    | 1. FC Köln |
| Německá fotbalová Bundesliga 1963/1964 | 27     | 1    | 1. FC Köln |
| Německá fotbalová Bundesliga 1964/1965 | 2      | 0    | 1. FC Köln |
| Německá fotbalová Bundesliga 1965/1966 | 33     | 3    | 1. FC Köln |
| Německá fotbalová Bundesliga 1966/1967 | 21     | 2    | 1. FC Köln |
| Německá fotbalová Bundesliga 1967/1968 | 25     | 1    | 1. FC Köln |
| Německá fotbalová Bundesliga 1968/1969 | 24     | 0    | 1. FC Köln |
| CELKEM Německá fotbalová Bundesliga    | 219    | 10   |            |